# Georgetown (Kolorado)
Georgetown – górskie miasteczko w Stanach Zjednoczonych, w stanie Kolorado, siedziba administracyjna hrabstwa Clear Creek. Jest częścią obszaru metropolitalnego Denver. Dawny obóz wydobywczy srebra, który został założony w 1859 roku podczas gorączki złota.